# Светско првенство у пливању 2025 — 200 м мешовито за мушкарце
Пливачке трке у дисциплини 200 метара мешовитим стилом за мушкарце на Светском првенству у пливању 2025. одржане су 30. јула (квалификације и полуфинале) и 31. јула (финале) као део програма Светског првенства у воденим спортовима. Трке су се одржавале у базену спортског комплекса Singapore Sports Hub у Сингапуру.
За трке у овој дисциплини било је пријављено 47 такмичара из 40 земаља учесница првенства.
Титулу светског првака, своју трећу у овој дисциплини, освојио је Леон Маршан из Француске. Маршан је у полуфиналној трци испливао и нови светски рекорд у овој дисциплини, са временом од 1:52.69 минута. Сребрни је био Шејн Касас из Сједињених Држава, док је бронза припала мађарском репрезентативцу Хуберту Кошу. 

## Освајачи медаља
|                   | Резултат |                  | Резултат |                  | Резултат |
|                   |          |                  |          |                  |          |
| Леон Маршан (ФРА) | 1:53.68  | Шејн Касас (САД) | 1:54.30  | Хуберт Кош (МАЂ) | 1:55.34  |

## Званични рекорди
Пре почетка такмичења званични рекорди у овој дисциплини су били следећи:
| Рекорд                         | Име               | Резултат | Место         | Датум         |
| ------------------------------ | ----------------- | -------- | ------------- | ------------- |
| Светски рекорд СР              | Рајан Локти (САД) | 1:54.00  | Шангај (Кина) | 28. јул 2011. |
| Рекорд светских првенстава РПр | Рајан Локти (САД) | 1:54.00  | Шангај (Кина) | 28. јул 2011. |

Током трајања такмичења постигнути су следећи рекорди:
| Датум   | Трка             | Пливач            | Резултат | Тип рекорда |
| ------- | ---------------- | ----------------- | -------- | ----------- |
| 30. јул | друго полуфинале | Леон Маршан (ФРА) | 1:52.69  | СР РПр      |